# Oxyuranus
I taipan (genere Oxyuranus) sono serpenti australiani, indonesiani e della Nuova Guinea estremamente velenosi, uno dei quali, l'inland taipan (taipan dell'interno o serpente fiero), è una delle specie di serpente con il veleno più tossico al mondo. Il taipan è stato chiamato così da Donald Thompson il quale ha utilizzato la parola usata dagli aborigeni Wik Mungkan della penisola di Capo York, nel Queensland.

## Descrizione
In Australia ne esistono tre specie: il taipan comune, il taipan dell'interno, meno comune (noto anche come serpente fiero e serpente piccolo-scalato) (Oxyuranus microlepidotus), e Oxyuranus temporalis scoperto in Australia nel 2007. Il taipan comune (Oxyuranus scutellatus) si distingue in due sottospecie, il taipan continentale litoraneo (Oxyuranus scutellatus scutellatus) ed il taipan papuano (Oxyuranus scutellatus canni) che è nativo della costa meridionale della Papua Nuova Guinea. La loro dieta consiste primariamente di piccoli roditori, specialmente i ratti e bandicoot.
Il Taipan litoraneo è di solito di colore marrone scuro, affievolendosi verso un color crema laterale, anche se da piccoli sono di colore chiaro. Il Papuan taipan è nero o violaceo-grigio, con una striscia color rame sulla schiena. Vengono trovati facilmente nei campi di canna da zucchero a causa dell'abbondanza di ratti, la loro fonte di cibo principale.
Possono superare i 3 metri in lunghezza.

## Habitat
I taipan vivono nelle foreste tropicali umide o asciutte e nelle savane.

## Veleno e tossicità

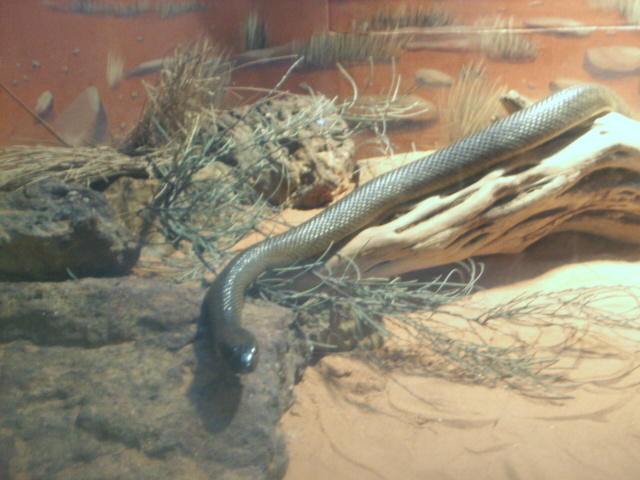
Taipan dell'interno

Spesso si ritiene che il taipan dell'entroterra sia il serpente di terra più velenoso. Con un LD50 di 0,025 mg/kg, è approssimativamente 7 volte più velenoso di un serpente a sonagli del Mojave e 50 volte più velenoso di un cobra comune. I calcoli di dose letale sono fatti sui topi, la tendenza è, però, forse enfatizzata in questa specie di serpente, poiché abituato ad alimentarsi quasi esclusivamente di roditori. È probabile che valori di LD50 calcolati non siano applicabili a specie non-mammifere, e può essere anche impreciso per altri mammiferi che non siano topi, o altri roditori. È probabile che il veleno di un singolo morso del taipan dell'entroterra sia potente abbastanza per uccidere circa 250.000 topi, l'equivalente di 100 uomini o 2 elefanti maschi. Questa specie generalmente vive in aree non densamente abitate. Come molti serpenti, i taipan dell'entroterra sono generalmente timidi e di solito non mordono a meno che si sentano minacciati o siano nel periodo riproduttivo, quando possono diventare molto aggressivi. Nessuna fatalità è stata attribuita a questa specie, e tutti i morsi noti sono stati relativi a persone che li tenevano in prigionia o che li cercavano attivamente all'aperto.
Il taipan comune è il terzo serpente più velenoso sulla Terra. Il pericolo portato dal taipan litoraneo fu portato a consapevolezza dell'opinione pubblica australiana nel 1950, quando il giovane erpetologo Kevin Budden fu fatalmente morso nel tentativo di estrarre il primo campione disponibile di veleno per la ricerca di un antidoto. Comunque, il trattamento antiveleno è estremamente efficace se effettuato con tempestività, quando i danni delle varie tossine sono ancora limitati.

## Specie
Della famiglia Oxyuranus sono conosciute tre specie:
- Oxyuranus scutellatus
- Oxyuranus microlepidotus
- Oxyuranus temporalis